# Philippe Gallart
Philippe Gallart (Béziers, 18 dicembre 1962) è un ex rugbista a 15 e allenatore di rugby a 15 francese, per tutta la sua carriera pilone del Béziers.

## Biografia
Nato e cresciuto a Béziers, trascorse tutta la sua carriera sportiva nel locale club, con il quale vinse tre campionati francesi e una Coppa di Francia.
Esordì in Nazionale francese il 24 maggio 1990 ad Auch contro la Romania, nel corso della Coppa FIRA 1989/90, e disputò i tornei del Cinque Nazioni del 1992, 1994 e 1995; il suo ultimo incontro internazionale fu contro Tonga nel corso della Coppa del Mondo di rugby 1995 in Sudafrica.
Ritiratosi nel 2000 e dedicatosi alla sua professione di architetto, si è anche dedicato all'allenamento: tra le altre, ha guidato una formazione di Agde.
Dal 2011 è, insieme al neozelandese Andrew Mehrtens l'allenatore in seconda, incaricato della mischia, di Philippe Benetton al Béziers.

## Palmarès
- Campionati francesi: 3
Béziers: 1980-81; 1981-82; 1983-84
- Coppe di Francia: 1
Béziers: 1985-86